# کوروش بزرگ در عهد عتیق

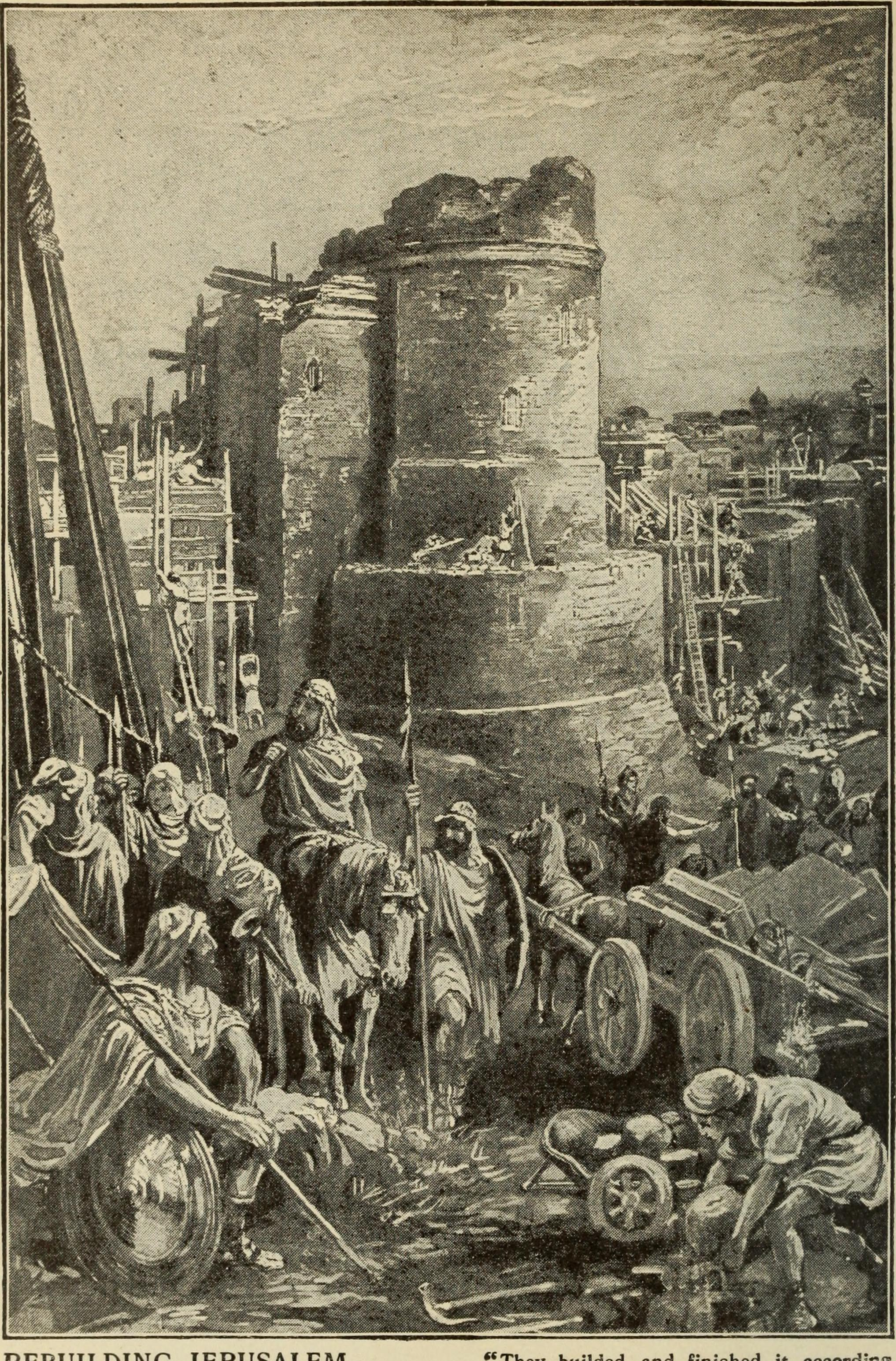
بازسازی اورشلیم توسط کورش، داریوش و خشایارشا، تصویر از کتاب مقدس، کتاب عزرا، سال ۱۹۲۱ میلادی.

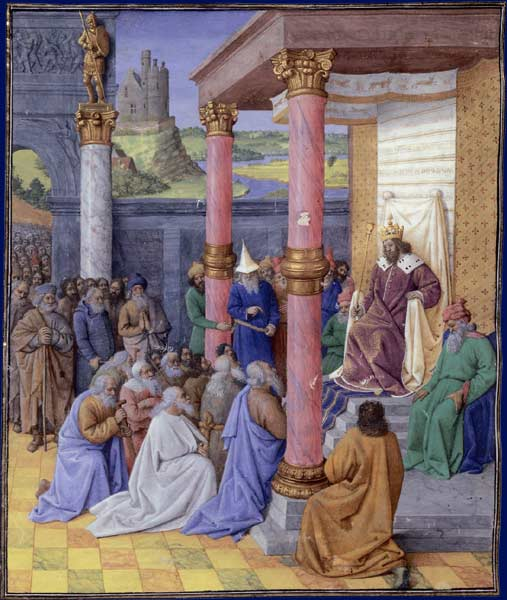
نقش کورش کبیر، اثر ژان فوکه به تصویر کشیده شده، در سال ۱۴۷۰ میلادی

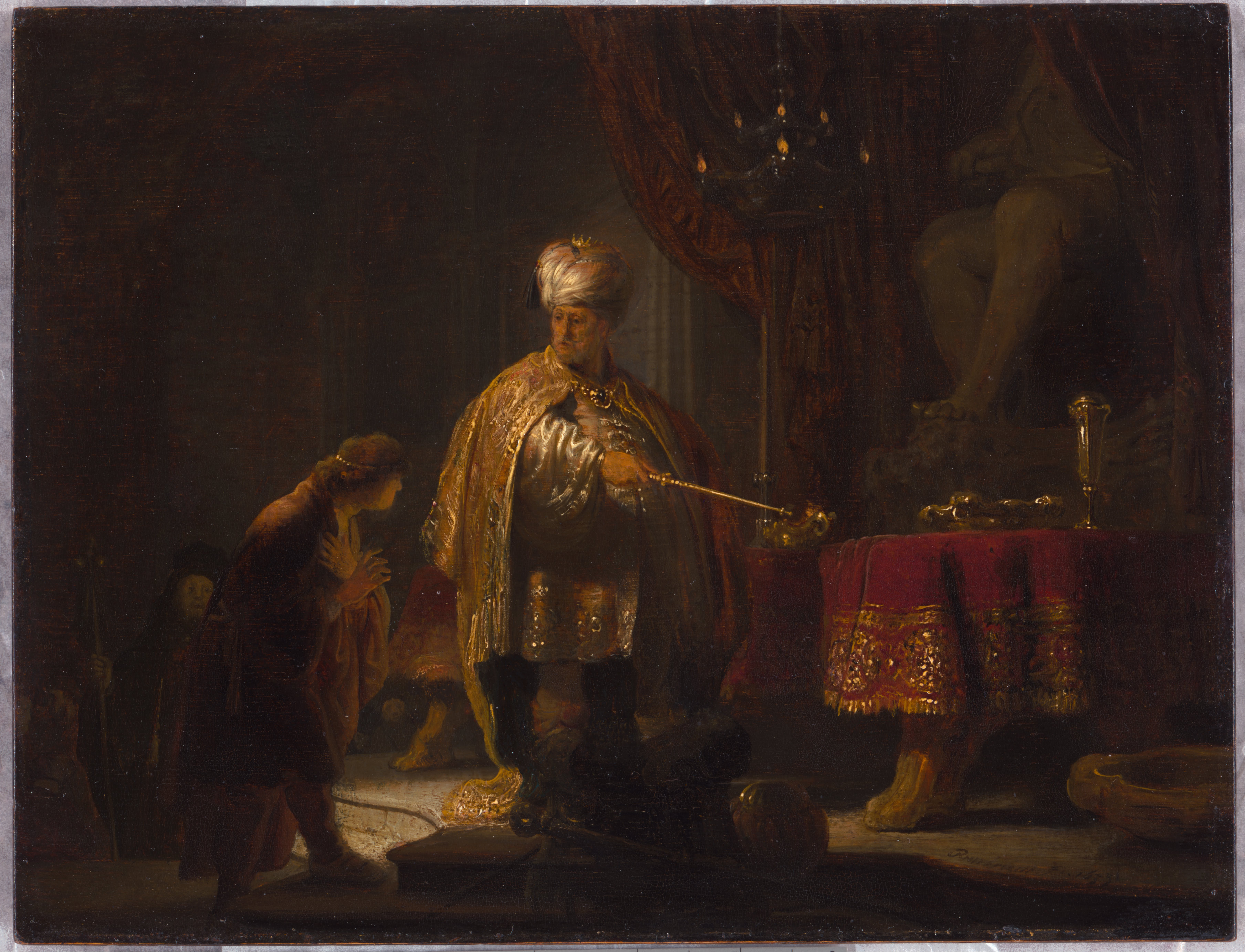
کورش بزرگ و دانیال نبی. نقاشی اثر رامبراند.

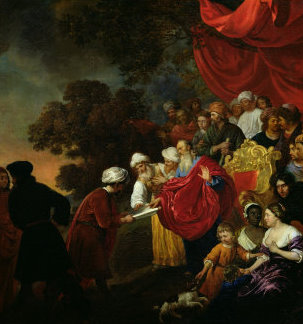
زروبابل راس جالوت یهودیان نقشه بازسازی شهر اورشلیم را به کورش تقدیم می‌کند. نقاشی از ون لو.

کوروش بزرگ (زاده ۶۰۰ قبل از میلاد – مرگ ۵۳۰ قبل از میلاد) یکی از شخصیت‌های کتاب مقدس است که منجی و نجات دهنده یهودیان نامیده شده‌ است. در کتاب مقدس نام کورش ۲۳ بار به صورت مشخص ذکر شده‌ است و در چندین جای دیگر نیز به او اشاره شده‌ است. بر اساس این نوشتارها مشخص است که کورش پادشاهی بوده‌ است که توسط او اسارت یهودیان در بابل به پایان می‌رسد و در سال اول حکمرانی او دستوری برای بازسازی معبد اورشلیم صادر می‌شود. او همچنین علاقه خاصی به این پروژه نشان می‌دهد و اشیای دزدیده شده معبد را به یهودیان بازمی‌گرداند و به آن‌ها طلا و نقره زیادی برای بازسازی معبد اهدا می‌کند. وجود این دستور گاهی مورد شبهه قرار گرفته‌ است. کوروش نخستین شخصی بود که در تاریخ لقب ماشیح یا مسیح را گرفت.

## زمینه تاریخی
در سال ۵۳۸ پیش از میلاد ارتش ایران وارد بابل گردید و این شهر بدون مقاومت چندانی به تصرف پارسیان درآمد اما در شهر برخلاف روال همیشگی آن دوران، قتل و غارتی صورت نگرفت و انضباط سپاه فاتح، که در واقع تا حدی کاهنان مردوک هم در داخل مثل بخشی از این سپاه عمل کرده بودند شهر را از هر گونه آسیب مصون داشت. بعد از تسخیر بابل تمام ممالکی که مطیع آن بودند، از جمله فلسطین و شهرهای فنیقیه نیز به اطاعت کورش درآمدند. کورش در بابل احترام زیادی به مذهب و معتقدات اهالی ابراز نمود به‌خصوص نسبت به اسیران یهودی در بابل که از زمان بخت النصر از اورشلیم آورده شده بودند، با رأفت و مهربانی به‌خصوصی رفتار کرد و آنچه ظروف طلا و نقره متعلق به زمان غنیمت‌گیری بخت النصر از این قوم در بابل باقی‌مانده بود، به آنان بازپس داد و به آن‌ها اجازه داد که به اسرائیل مراجعت کنند (عزرا، باب اول). به همین سبب احترام ملت بنی‌اسرائیل نسبت به کورش بزرگ فوق‌العاده بود و او را آلت دست خدا برای برانداختن ملل و سلاطین مشرک می‌دانستند. درجهٔ احترام آن‌ها نسبت به کورش از خطابی که حزقیل پیغمبر بنی اسرائیل به این شاه کرده مشخص است و این است عین کلمات او «خدا به تو می‌گوید من تو را طلبیدم و حال آنکه تو مرا هنوز نشناخته‌ای.»
سیاست نرم کورش در مورد رعایای بابل که تازه فرمان او را به گردن گرفته بودند احتمالاً در استوار ساختن قدرت پارسیان در سوریه و فلسطین چنان‌که از کتاب مقدس عهد عتیق برمی‌آید کمک بزرگی کرده باشد. کتاب عزرا سند رسایی است بر رفتار نیک کورش در جلب پشتیبانی مردم به حکومت ایران.

## کورش در متون یهودی
کورش بزرگ در تمامی متون یهودی بدون استثناء مورد احترام قرار گرفته‌است. با حمله کورش به بابل رابطه خاصی بین او و یهودیان شکل گرفت تا جایی که یهودیان او را ماشیا (مسیح) خود خواندند. کورش تنها غیریهودی (جنتیل) در کتاب مقدس است که لقب مسیحا به او اهدا شده‌است. کتاب مقدس ذکر می‌کند که دستور کورش برای بازسازی معبد فصل جدیدی در زندگی یهودیان ایجاد کرد. بیشتر داستان مربوط به کورش در کتاب عزرا ذکر شده‌است.

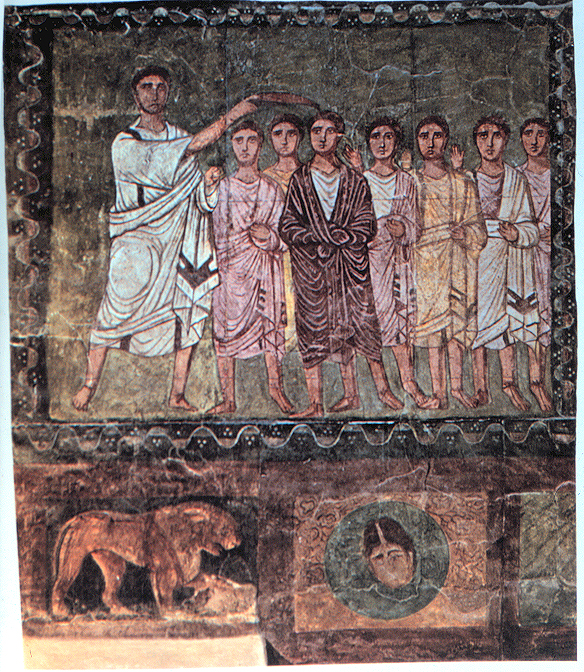
ساموئل نبی در حال مسح کردن داوود توسط روغن مقدس. مسیح در یهودیت لقب بسیار مهمی است و کورش تنها غیریهودی (جنتیل) ای است که این لقب به او اهدا شده‌است.

## فتح بابل به روایت عهد عتیق
پیامبران یهودی هم میهنان اسیر خود را دلداری می‌داده‌اند: بنا بر پیشگویی ما بابل به زودی سقوط خواهد کرد و آن‌ها به زادگاه خود بازخواهند گشت. در آغاز قرن شش پیش از میلاد ارمیای نبی پیشگویی کرد که تعدادی فراوانی از مادها و مردمان اورارو (آرارات)، مانوی‌ها و بالاخره ستیانی‌ها(آشکنازها) انتقام یهوه را خواهند گرفت و بابل را ویران خواهند کرد. ارمیا با خوشحالی چنین اظهار داشت(11: LI) «سلاح خود را تیز کنید، سپرها را برگیرید. خداوند روح پادشاهان پارس را به تلاطم درآورده‌است؛ زیرا اراده وی بر این قرار گرفته‌است که بابل را ویران کند… یک دونده می‌دود تا به دیگری برسد یک قاصد می‌رود تا به قاصد دیگر برسد برای گفتن این نکته به شاه بابل که شهر تو از هر گوشه‌ای به تصرف درآمده‌است.» اندکی پس از آن اشعیای نبی چنین پیشگویی کرد(17-22 XIII): «مادها که هیچ چشمداشتی به طلا و نقره ندارند» علیه بابل به حرکت در خواهند آمد. این پیامبر اظهار امیدواری کرد که بابل مطلقاً ویران شود. به صورتی که حتی شبانان نیز نتوانند گوسفندان خود را در ویرانه‌های آن بچرانند. هنگامی که پارسیان خود را آماده برای نبرد کردند، اشعیا چنین اظهار داشت(6 XXII): «ایلامی‌ها ترکش برگرفتند… و کوروش غلاف از سپر خود برداشت»
ولی دشمنان شاهان بابل بیش از ۶۰ سال صبر کردند. فقط هنگامی که مادها و بعد هم لیدی به وسیلهٔ پارسیان شکست خوردند آن موقعی بود که انبیای یهود بار دیگر خوش‌بینی خود را به‌دست آوردند. این نکته در کتاب اشعیای نبی منعکس شده‌است، در فصل ۴۰ تا ۴۸ (و ظاهراً در فصول ۴۹ و ۵۵ هم) که نوشتن آن مربوط می‌شود به دوران سقوط لیدی و سقوط بابل به دست پارسیان. پاره‌ای از بخش‌های این فصل با اسناد خطوط میخی در دسترس، هم از نظر روح و هم از نظر محتوا چنان با یکدیگر شباهت دارند (مخصوصاً با استوانه کوروش) که امکان دارد نویسنده کتاب اشعیا قبلاً از کتیبه بابلی با خبر بوده‌است. به ویژه اشعیای نبی (XLV 1)که مکرراً نام کوروش را می‌برند و او را مسیح و برگزیده یهوه می‌دانند. وی دربارهٔ کوروش می‌گوید: وی شبان من است و تمام هدف‌های مرا به انجام خواهد رساند و دربارهٔ اورشلیم چنین می‌گوید: اورشلیم دوباره مسکون خواهد شد و دربارهٔ معبد چنین می‌گوید: بنیان تو استوار خواهد شد(X-LIV 28) خداوند به برگزیده‌اش کوروش چنین می‌گوید: دست راست تو را گرفتم تا ملل مختلف در برابر تو سر تعظیم فرود آورند و جامه‌ها را از تن شاهان برکنند دروازه‌ها را در برابر تو خواهم گشود، من پیشاپیش تو خواهم رفت و کوه‌ها را هموار خواهم کرد. درهای برنزی را شکسته قطعه قطعه خواهم کرد و میله‌های آهن را خواهم برید(XLV 1-2).
کوروش در تاریخ ۵۳۸ پیش از میلاد به یهودیان اجازه داد که از اسارت بابلیها بیرون آیند و به زادگاه خود بازگردند و معبد اورشلیم را بازسازی کنند. به‌علاوه کوروش «شش بازار» را که رهبر یهودیان در اسارت بود و از تبار داوود، به عنوان فرماندار منطقه یهودیه منصوب نمود.

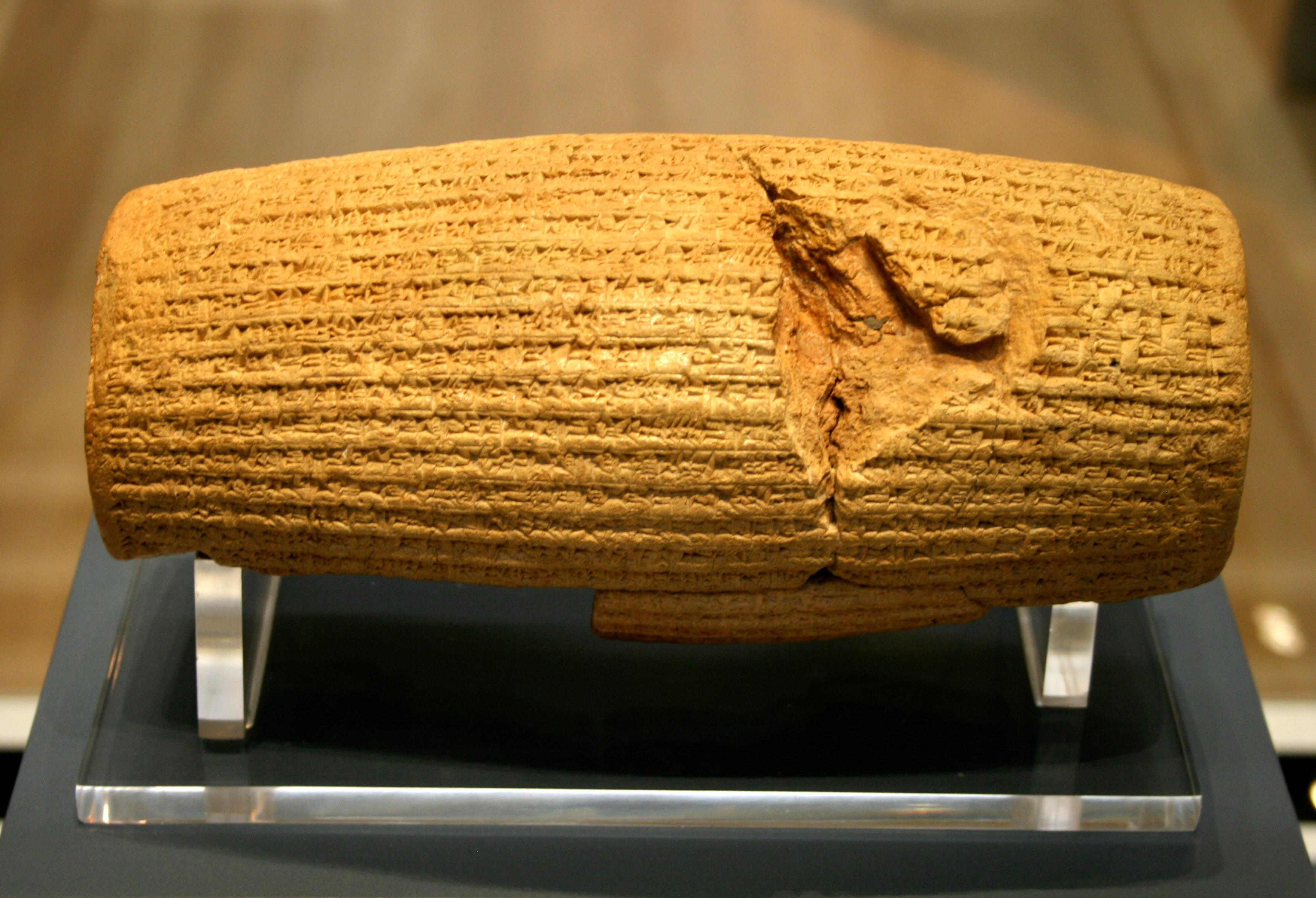
استوانه کورش که تأیید می‌کند که کورش به اسیران در بابل اجازه داد به موطن خود بازگردند دارای احترام خاصی در بین یهودیان است.

این فرمان کوروش در کتاب عزرا به دو زبان آمده‌است، یکی از آن‌ها زبان عبری و دیگری زبان آرامی است. محتوای این دو یکی نیست. کارشناسان و دانشمندان مدت‌ها در این زمینه پژوهش کردند که ببینند کدام یک از این دو متن موثق است. بسیاری از این کارشناسان بر این باور شدند که متن آرامی را ترجیح دهند در حالی که پاره‌ای از دانشمندان بر این باورند که هر دو متن تحریف شده‌اند. بیکرمن نظر دیگری داده‌است که کم و بیش متقاعدکننده‌است. وی می‌گوید ما با دو سند روبرو هستیم که هر یک از دیگری مستقل است و هر دو سند اصیل هستند. بدین معنی که متن آرامی فرمان رسمی دربار شاهی بوده‌است، در حالی که متن عبری طوری تنظیم شده‌است که مسئله رسمیت اورشلیم را نشان می‌دهد تا با سنت محلی توافق داشته باشد.
متن عبری (عزرا I:1-8) دربارهٔ فرمان به شرح زیر است: «کوروش بیانیه‌ای در سراسر قلمرو خود صادر کرد و در عین حال آن را به نوشتار درآورد. بدین ترتیب شاه ایران چنین می‌گوید: یهوه خدای آسمان تمام پادشاهی زمین را به من داده‌است، و به من مأموریت داده که برای وی خانه‌ای در اورشلیم بسازم… هرکس بین شما که میل دارد می‌تواند به اورشلیم برود… و کوروش ظرفها را نزد میترِدات خزانه‌دار بود آورد و آن‌ها را به «شش بازار» داد»
متن آرامی (عزرا VI:1-5) چنین می‌خواند: «داریوش شاه فرمانی صادر کرد و در بابل در میان بایگانی‌های خزانه داری به جستجو پرداختند و در اکباتان پایتخت که در استان ماد است طوماری به یافته شد که بر رویش چنین نوشته شده بود: در نخستین سال سلطنت کوروش شاه، کوروش فرمانی صادر کرد به شرح زیر: در مورد خانه خدا در اورشلیم، این خانه باید بازسازی شود، جایی که قربانیان تقدیم می‌شوند… هزینه این کار از خزانه شاهانه داده می‌شود و نیز باید ظرفهای طلا و نقره خانه خدا که نبوکدنصر آن‌ها را از معبد اورشلیم برگرفت و به بابل آورد دوباره به معبد که در اورشلیم است بازگردانده شوند»

## عهد عتیق
محل ذکر نام کوروش در کتاب مقدس عهد عتیق این موارد است:
1. کتاب تواریخ دوم باب سی و شش آیه بیست و دو
2. کتاب تواریخ تواریخ دوم باب سی و شش آیه بیست و سه
3. عزرا باب یک آیه یک
4. عزرا باب یک آیه دو
5. عزرا باب یک آیه هفت
6. عزرا باب یک آیه هشت
7. عزرا باب سه آیه هفت
8. عزرا باب چهار آیه سه
9. عزرا باب چهار آیه پنج
10. عزرا باب پنج آیه سیزده
11. عزرا باب پنج آیه چهارده
12. عزرا باب پنج آیه هفده
13. عزرا باب شش آیه سه
14. عزرا باب شش آیه چهارده
15. اشعیا باب چهل و چهار آیه بیست و هشت
16. اشعیا باب چهل و پنج آیه یک
17. دانیال باب یک آیه بیست و یک
18. دانیال باب شش آیه بیست و هشت
19. دانیال باب ده آیه یک[۱۱]

### کتاب عزرا

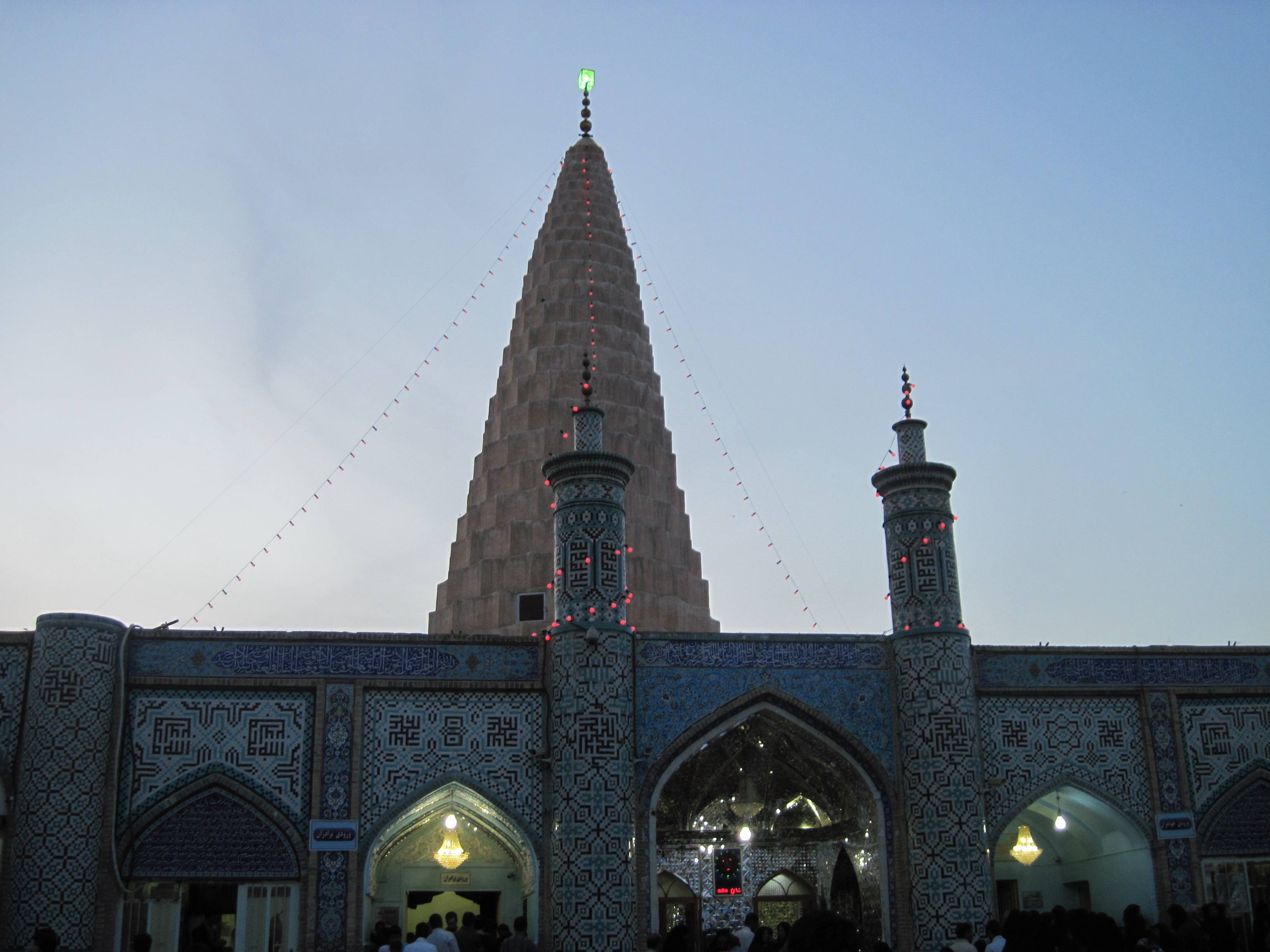
آرامگاه دانیال در شوش که در زمان کتاب مقدس پایتخت هخامنشیان بوده‌است.

در کتاب عزرا آمده‌است:

### کتاب دانیال
دانیال یکی از اسیران یهودی در بابل بود که بعد از آزاد شدن از اسارت به اورشلیم بازنگشت و در شوش ساکن شد. مقبره دانیال در شوش امروزه موجود است.

### کتاب اشعیا
کتاب اشعیا که بیشتر آن قبل از زمان کورش نوشته شده‌است در مورد حکومت او صحبت می‌کند. اشعیا کورش را ماشیا (مسیحا) یهودیان می‌خواند. بر اساس برخی روایتهای اشعیا در اصفهان دفن شده‌است.

### تواریخ باب ۳۶
در بخش ۳۶:۲۲ کتاب دوم تواریخ آیات ابتدایی کتاب عزرا در مورد برانگیخته شدن روح کورش توسط خداوند و فرمان او عیناً تکرار شده‌است.

## در اضافات کتاب مقدس

### بل و اژدها
در کتاب بل و اژدها که جزو اضافات کتاب مقدس است و در بین یهودیان مورد قبول نیست داستان دانیال و کورش ذکر شده‌است. در این داستان دانیال به کورش نشان می‌دهد که کاهنان معبد بعل فاقد قدرت هستند.